# 빼꼼의 머그잔 여행
《빼꼼의 머그잔 여행》은 2007년 개봉한 대한민국의 애니메이션 영화로, 빼꼼의 극장판이다. 임아론 감독이 영화의 연출을 맡았다.

## 줄거리
크리스마스 이브에 홀로 있는 베베라는 이름의 어린 소년은 산타클로스로부터 마법의 펜던트를 받고 환상적인 모험을 하게 된다. 텔레포트의 힘을 가진 머그잔을 타고 여행하는 베베는 북극에서 사막까지 여러 다양한 장소를 탐험한다.

## 제작
RG 애니메이션 스튜디오에서 제작하고 임아론 감독이 연출을 맡은 이 영화는 그가 제작한 TV 애니메이션 빼꼼을 각색한 극장판 영화이다. 이 영화와 TV 애니메이션은 총 590만 달러의 예산으로 동시에 제작되었다.

## 개봉
《빼꼼의 머그잔 여행》은 2007년 3월 22일 대한민국에서 개봉했으며, 개봉 첫 주말에 관람객 48,244명을 달성하면서 박스오피스 8위에 올랐다. 상영 과정에서 이 영화는 전국적으로 총 135,261명의 관람객을 모았으며, 총 608,835 달러의 수입을 올렸다.
《빼꼼의 머그잔 여행》은 2007년 3월 라트비아에서 열린 제5회 비미니 애니메이션 페스티벌에서 상영되었고, 이 영화제에서 "The Best Film for Children"(번역: 어린이들을 위한 최고의 영화)상을 수상했다. 이후 벨기에에서 2007년 4월 5일부터 17일까지 열린 브뤼셀 국제판타스틱영화제 비경쟁 부문에 참가 대상으로 선정되었다.

## 같이 보기
- 대한민국의 애니메이션